# Alloteratura cervus
Alloteratura cervus är en insektsart som beskrevs av Andrej Vasiljevitj Gorochov 1998. Alloteratura cervus ingår i släktet Alloteratura och familjen vårtbitare. Inga underarter finns listade i Catalogue of Life.